# Ronald Bellstedt
Ronald Bellstedt (* 21. Mai 1957 in Naumburg (Saale)) ist ein deutscher Naturschützer, Präparator und Entomologe, besonders auf den Gebieten der Dipterologie und der Koleopterologie.

## Leben
Bellstedt wuchs in Bothenheilingen auf und legte 1975 in Bad Langensalza das Abitur ab. Am Phyletischen Museum der Universität Jena wurde er zum zoologischen Präparator ausgebildet. Von 1977 bis 2021 war er wissenschaftlicher Mitarbeiter, Sammlungsmanager und Ausstellungsmacher des Museums der Natur Gotha. Dort gründete er 1979 die Jugend-AG Zoologie. Er ist Autor von über 200 Publikationen zur Insektenkunde und zum Naturschutz in Thüringen. Bellstedt ist spezialisiert auf Wasserinsekten und hat maßgeblich zur Erforschung der Gewässer des Thüringer Waldes beigetragen.
Auch ehrenamtlich ist er für den Naturschutz engagiert, etwa durch Gutachten zur Unterschutzstellung von Naturschutzgebieten, Mitarbeit an Verzeichnissen und Roten Listen der Thüringer Insekten, sowie durch zahlreiche Vorträge und Führungen. Zudem ist er Gründungsmitglied und Vorsitzender des Kreisverbands Gotha im Naturschutzbund Deutschland sowie des Thüringer Entomologenverbands.
Umweltbildungsarbeit ist ihm sehr wichtig. So ist er Mitinitiator der NAJU-Gruppe Gotha und Mitorganisator der Jugend-Naturschutzlager an den Herbsleber Teichen. Bellstedt war maßgeblich an der Unterschutzstellung des Bothenheilinger Herzberges und anderer Naturschutzgebiete beteiligt. Auch für das Zustandekommen des Nationalparks Hainich hat er sich sehr engagiert. Ebenso trägt er seither zu dessen entomofaunistischer Erforschung und Umweltbildungsarbeit bei.
Mehrere Insektenarten wurden nach Bellstedt benannt, darunter:
- Rhegmoclemina bellstedti
- Dolichocephala bellstedti
- Ochthebius bellstedti
- Lemodes bellstedti

## Ehrungen
- 2013: Meigen-Medaille der Deutschen Gesellschaft für allgemeine und angewandte Entomologie[8]
- 2018: Thüringer Naturschutzpreis in der Kategorie „Vermittlung von Artenkenntnissen“[9]
- 2019: Myconius-Medaille der Stadt Gotha für ehrenamtliches Engagement[10]

## Publikationen (Auswahl)
- Ronald Bellstedt: Lurche und Kriechtiere im Landkreis Gotha. Vorkommen und Schutz ihrer Lebensräume. Hrsg.: Naturschutzbund Deutschland, Kreisverband Gotha. 1995.
- Ronald Bellstedt: Zur Natur des Seeberges bei Gotha. Hrsg.: Naturschutzbund Deutschland, Kreisverband Gotha. 1996.
- Ronald Bellstedt: Zur Natur und Geschichte der Fahner Höhe. Hrsg.: Naturschutzbund Deutschland, Kreisverband Gotha. 2000, ISBN 978-3-00-005479-2.
- Redaktion Angela Nestler et al., Textbeitrag Ronald Bellstedt et al.: Goetz-Höhle Meiningen. Hrsg.: Thüringer Landesanstalt für Geologie, Weimar. Resch DRUCK GmbH, Meiningen 2001, ISBN 3-9806811-2-2.
- Ronald Bellstedt, Rainer Samietz: Katalog der in den Sammlungen des Museums der Natur Gotha aufbewahrten Typen. In: Abhandlungen und Berichte des Museums der Natur Gotha. Band 22, 2002, S. 187–196.
- Redaktion Ina Pustal, Textbeitrag Ronald Bellstedt et al.: Thüringen Untertage: Ein Exkurs zu Schauhöhlen, Besucherbergwerken und GeoMuseen. Hrsg.: Thüringer Landesanstalt für Umwelt und Geologie, Jena. Druckhaus Gera, Gera 2005, ISBN 3-9806811-4-9.
- Ronald Bellstedt: Gärten auf der Insel. Fotografische Einblicke in englische Parkanlagen. Stiftung Schloss Friedenstein Gotha, Gotha 2007.
- Cornelia Schuster, Roland Bellstedt, Klaus Schmidt: Flora, Fauna und Entwicklung der Binnensalzstellen im Wartburgkreis. In: Wartburgkreis, Untere Naturschutzbehörde (Hrsg.): Naturschutz im Wartburgkreis. Heft 16. Bad Salzungen 2010.